# Baranyai Levente
Baranyai Levente, festőművész. 1994-ben diplomázott a Magyar Képzőművészeti Főiskola festő szakán, majd ugyanitt végezte a posztgraduális mesterképzést 1994-1996 között.

Baranyai Levente több mint két évtizede festi elkötelezetten a Föld portréját. A közel kétszáz darab festményéből összeálló kivételes festészeti életműve egy sajátos, a művész által kifejlesztett archeológián alapul. Olyan tereket, tájakat, létesítményeket láthatunk vásznain, amelyek lentről, azaz a földi felszínről nem érzékelhetők, vagy a jelenben már nem láthatók, mert rég elpusztultak már, vagy soha nem is léteztek, vagy lerombolásuk előtti utolsó pillanatban vagyunk. Baranyai archeológiai kutatóárka úgy „utaztatja” nézőit, hogy a teret és az időt, az ismertet és a kikövetkeztethetőt túrja fel festőkésével. Baranyai expedíciója azonban legalább annyira tényszerű és kritikai, mint minden más régészeti kaland. A feltárt múltbeli alakzatok által mozgásba hozza a meglévő emberi tudást, az azt kipótló képzelőerőt és a következtetésekből levonható jövő iránti felelősséget.
A festő ciklusokba rendezi és tárolja archeológia eredményeit. A Baranyai által előálló leletek némelykor megtévesztésig hasonlónak mutatkoznak bizonyos légifelvételekhez, de mindig mások, többek, pontosabbak, időnként manifesztum szerűek. Baranyai a valós térben és időben elkülönülő természeti és civilizatorikus erőket és következményeket összevonja, rétegekre vágja. Majd a látvány részévé teszi és egyszerre és ugyanazon felszínen ábrázolja. (Baranyai Levente – Kurdy Fehér János: Aero Sapiens)
Baranyai Levente érdeklődésének középpontjában elsősorban a táj, az ember alkotta, de az azt nélkülöző vidék áll, annak minden szociológiai és filozófiai vonatkozásaival együtt. Gyakran már eleve manipulált műholdfelvételek felhasználásával hozza létre a festékkel súlyosan megterhelt képeit, amelyek amellett, hogy a vizuális médiumok ismeretelméletére és esztétikájára vonatkozó bonyolult kérdésfeltevések, meghökkentően valóságos és lenyűgöző műalkotások. Nagyméretű vásznain, szinte kivétel nélkül madártávlatból, légi felvételszerűen ábrázolja a földet. A távoli nézőpont pedig olyan részletek és jelenségek megmutatására képes, melyek túl közelről, „benne-levőként” nem mutatják, nem mutathatják meg magukat. Képei is ezen elv alapján működnek, hiszen közel lépve hozzájuk absztrakt színfoltokká, festék textúrákká esnek szét, míg a megfelelő távolságból szemlélve őket tisztává válnak a rajzolatok, a különleges formák.

## Kiállítások

### Önálló kiállítások
- 2023 A Virágbirodalom végnapjai, Deák Erika Galéria, Budapest
- 2022 Éjfény és virágbirodalom, Hegyvidék Galéria, Budapest
- 2020 A Homo tyrannus árnyékában, Deák Erika Galéria, Budapest
- 2019 Zuhanás a mészárszék mélyére, FUGA Budapest Építészeti Központ, Budapest
- 2019 A Tyrannus sapiens nyomában, (Kiállítás az Isztambuli Biennálé keretében), Magyar Kulturális Intézet, Isztambul
- 2017 Aero sapiens, A38, Budapest
- 2016 Nemzeti Land Art, Deák Erika Galéria, Budapest
- 2013 Merülő repülők, Deák Erika Galéria, Budapest
- 2013 Levente Baranyai, Solo exhibition, Scheublein Fineart, Zürich, Svájc
- 2013 Káosz és psziché, Karinthy Szalon, Budapest, Budapest
- 2011 Indusztriális majális, Dovin Galéria, Budapest
- 2010 Tériszony, Dovin Galéria, Budapest
- 2008 Continental Currents, Hungarian Cultural Institute, Stuttgart
- 2008 Hústáj, Dovin Galéria, Budapest
- 2006 „Frissek vagyunk fiatalok, megjárjuk a sivatagot…”, Kiscelli Múzeum – Városi Képtár, Budapest
- 2006 A város peremén, Dovin Galéria, Budapest
- 2004 Szivárvány kiáltvány, Matáv Galéria, Budapest
- 2004 Mezőgazdasági Mandalák, Dovin Galéria, Budapest
- 2003 Perifériák, Dovin Galéria, Budapest
- 2002 Mozgópontok, Dovin Galéria, Budapest
- 2001 Élő képek, Dovin Galéria, Budapest
- 2000 Élővilág, Dovin Galéria, Budapest
- 1999 Biogeometry, Dovin Galéria, Budapest
- 1998 Repülőszőnyeg, Dovin Galéria, Budapest

## Festmények

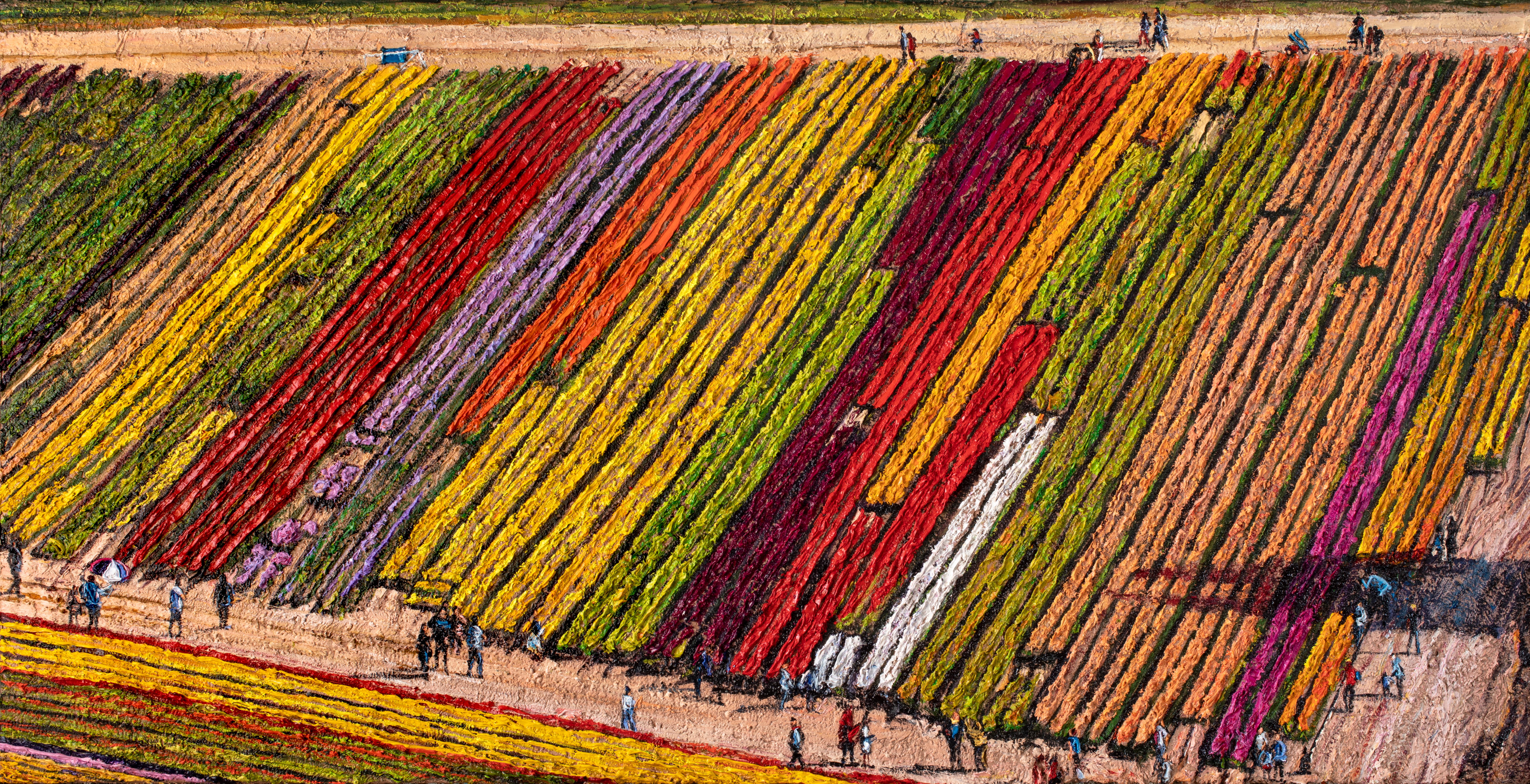
Baranyai Levente: Virágbirodalom III. 2022

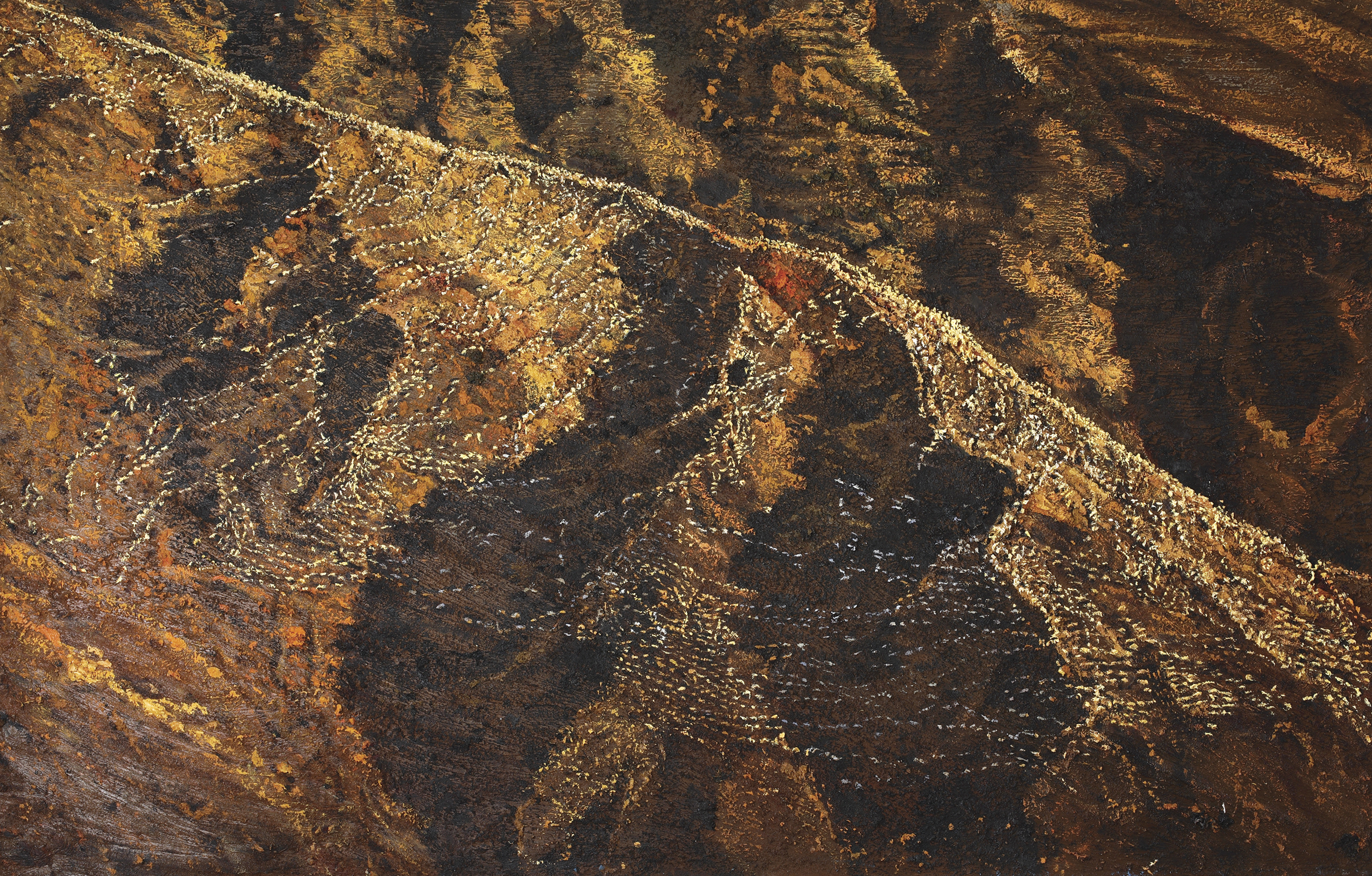
Baranyai Levente: Woolmark. 2002

### Csoportos kiállítások
- 2021 Art Market Budapest (Deák Erika Galéria)
- 2020 Szabadjáték, Műcsarnok, Budapest
- 2020 Repeta, Galéria by Art, Budapest
- 2019 Versvonzatok, Petőfi Irodalmi Múzeum, Budapest
- 2018 Élő Magyar Festészet, Kepes Intézet, Eger
- 2018 A múltat végképp eltörölni, Stúdió'2018 – Szalon, Képzőművészeti Egyetem, Barcsay-terem, Budapest
- 2017 Csatatér, Galerie Koppelmann, APA Galéria, Budapest
- 2016 Tárgyak előtt állni, Deák Erika Galéria, Budapest
- 2016 Kapufa, Kortárs Művészeti Intézet, Dunaújváros
- 2015 Imago Mundi, The Benetton Collection, Velence
- 2015 Festészet napja, Bálna
- 2015 Dunaújvárosi Kortárs Művészeti Intézet, Vakáció-szimulátor
- 2014 Labirintus, Művészet Malom, Szentendre
- 2014 Art Market Budapest, Art International Istanbul, Art Basel
- 2014 A mecénás főváros – a Fővárosi Képtár, Bálna, Budapest
- 2012 A per, Liget Galéria, Budapest
- 2012 Magyar Festészet Napja, Nemzeti Galéria, Budapest
- 2012 À la cARTe, Gasztronómia a magyar képzőművészetben, Kepes Intézet, Eger
- 2011 Art Market Budapest (Dovin Galéria), Budapest
- 2011 Magyar Festészet Napja – A Kárpát-medence festészete, Művészetmalom, Szentendre
- 2011 Tüneti jelenlét, Dovin Galéria, Budapest
- 2009 ARCO Madrid (Dovin Galéria), Madrid, Spanyolország
- 2007 Magyar Galériák (Dovin), Hungarian Intézet, Brüsszel, Belgium
- 2007 Budapest, OktogonArt Galéria, Budapest
- 2006 Tíz éves a Strabag Festészeti Díj, Ludwig Museum, Budapest
- 2006 Arte Lisboa (Dovin), Lisabon, Portugália
- 2005 New Scales, Szent István Múzeum, Székesfehérvár
- 2004 Technoreal, Kortárs Művészeti Intézet, Dunaújváros
- 2003 Frissen festve, Műcsarnok, Budapest
- 2002 Europe’ Art (Dovin Galéria), Genf, Svájc
- 2002 Zöldár, Kieselbach Galéria, Budapest
- 2002 Budapest – Contemporary Hungarian Painting, Moszkva, Oroszország
- 2001 Touch, A.P.A.!, Budapest
- 2001 Cream, MEO Kortárs Művészeti Gyűjtemény, Budapest
- 2001 Belső tájak, Vigadó, Budapest
- 2000 ARCO Madrid (Dovin Galéria), Madrid, Spanyolország
- 2000 Oil–canvas, Municipal Community House, Chişinău, Moldova; Skopje, Makedónia; Újvidék Municipal Gallery
- 1999 Oil–canvas, Municipal Gallery, Ljubljana, Szlovénia
- 1999 Ungarn 1999 Now, Museum Bochum, Bochum, Németország
- 1999 Budapest, Fészek Galéria, Budapest
- 1999 ARCO Madrid (Dovin Galéria), Madrid, Spanyolország
- 1999 Budapest–Berlin 99, Akademie der Künste, Berlin, Németország
- 1998 Obserwatorium, Zamek Ujazdowski, Warsó, Lengyelország
- 1998 Das Modell, Hungarian House, Berlin, Németország
- 1998 A bűn méze, Szombathelyi Képtár, Szombathely
- 1997 Trafik, Bruno Trafik, Linz Trafik, Eisenstadt, Németország
- 1997 Dorottya Galéria, Budapest
- 1997 Olaj-vászon, Műcsarnok, Budapest
- 1996 Istro Art ‘96, Slovakian National Gallery, Bratislava, Szlovákia
- 1996 C, mint Chimera, Szombathelyi Képtár, Szombathely
- 1994 Wuk, Wien Award Winners,
- 1993 Vajda Lajos Studió, Szentendre
- 1991 Renoválás, Műcsarnok, Budapest

## Díjak
- 1998 Magyar Aszfalt / STRABAG Festészeti Díj – 1. helyezés
- 1997 Derkovits Gyula Képzőművészeti Ösztöndíj
- 1996 Kondor Béla-díj
- 1994 Herman Lipót-díj

## Munkák gyűjteményekben
- Városi Képtár, Szombathely
- Magyar Nemzeti Galéria, Budapest
- Ludwig Múzeum, Budapest
- AB AEGON, Budapest ING, Budapest
- Szent István Király Múzeum, Székesfehérvár
- Magyar Külügyminisztérium Gyűjteménye, Budapest
- Kiscelli Múzeum, Budapest
- Imago Mundi, The Benetton Collection, Olaszország
- Equibrilyum Art Collection, Budapest

## Könyvek
- Petrányi Zsolt: Baranyai Levente, Dovin Galléria, 2000 ISBN 963-7895-33-7
- Contemporary Hungarian Painters, Ágnes Berecz – Eva Skelley, Shashoua Press, London, 2001  ISBN 0-9537928-1-1
- Kurdy Fehér János: Kontinentális áramlatok, Dovin Galéria, 2007
- Borsos Mihály – Horváth György: Expositio I. / Művészek, Művek, Műtermek; Vincze Kiadó, Budapest, 2008. ISBN 963-9552-79-8
- Baranyai Levente: Aero Sapiens; Bevezető: Kurdy Fehér János, Pauker Collection, Budapest, 2017 ISBN 978-615-5456-31-2